# 페르난도 타발레스
페르난도 타발레스 프리에토(스페인어: Fernando Tabales Prieto; 1919년 12월 24일, 안달루시아 주 세비야 ~ 1983년 5월 29일, 안달루시아 주 세비야)는 스페인의 전 축구 선수이다. 그는 아틀레티코 아비아시온(오늘날의 아틀레티코 마드리드)에서 주로 활동했는데, 한 차례 트로페오 리카르도 사모라의 주인공이 되었고, 구단 역사상 처음 두 번의 리그 우승을 거두었다.

## 경력
타발레스는 스페인 내전 종전 후에 프로 무대에 입문했다. 1939년, 그는 20세의 나이로 아비아시온 나시오날에 입단하여 중부 선수권 대회 우승을 거두었다. 그에 따라 소속 구단은 종전 이후 스페인에서 열린 첫 대회이자 나중에 코파 델 레이로 개칭되는 대회의 제35회 코파 델 헤네랄리시모에 참가할 수 있게 되었다. 타발레스는 베티스와의 16강 1차전에 출전했는데, 이 경기에서 안달루시아 연고 구단에 패하였다.
몇 달 후, 아비아시온 나시오날은 아틀레틱 마드리드와 통합되어 아틀레티코 마드리드로 개편되었고, 타발레스는 라리가 1939-40에 참가했다.
새 구단의 감독은 전설적인 전 수문장 리카르도 사모라로, 타발레스를 신뢰한 그는 노련한 기예르모를 대신해 그를 기용했다. 사모라의 선택은 적중했는데, 타발레스는 최소 실점율을 기록하며 소속 구단의 우승에 큰 공을 세웠다.
그러나, 시즌 후 타발레스는 항명으로 계약 연장에 실패했는데, 은퇴 협박을 받은 그는 고향 세비야로 떠났다. 결국, 수뇌부는 백기를 들고 1940-41 시즌이 진행되는 가운데 복귀했다. 같은 해, 아틀레티코 아비아시온은 구단 역사상 두 번째 리그 우승을 거두었다.
타발레스는 적백 군단 소속으로 1943-44 시즌까지 2년을 더 보냈는데, 그의 다음 행선지는 알바세테였다. 말년에 그는 살라망카를 거쳐 또다른 1부 리그 구단인 에스파뇰 소속으로 1945-46 시즌을 보냈다. 그는 산트 안드레우에서 은퇴하였다.

## 수상

### 클럽
아틀레티코 아비아시온
- 중부 선수권 대회: 1939
- 라 리가: 1939-40, 1940-41

### 개인
- 트로페오 리카르도 사모라: 1939-40